# Zwischen heut und morgen
Zwischen heut und morgen ist eine US-amerikanische Fantasykomödie aus dem Jahre 1933. Der Film ist historisch bemerkenswert, weil er Stimmungslagen der damaligen amerikanischen Gesellschaft widerspiegelt. Als mögliche Werbung für eine totalitäre Führung wird der Film seit seiner Entstehung kontrovers diskutiert.
Im Film verwandelt sich ein konventioneller und lethargischer US-Präsident durch eine Nahtoderfahrung plötzlich zu einem aktiven Präsidenten, ernennt sich zum Diktator und löst mit radikalen Methoden Probleme wie die Great Depression oder den Weltfrieden. Der Film wurde von Anhängern des 1933 neu gewählten Präsidenten Franklin D. Roosevelts gedreht, welche dessen Politik mit dem Film unterstützen wollten. Als Vorlage diente die Novelle Rinehard des britischen Autors T. F. Tweed, der nur kurz zuvor seinen Roman anonym veröffentlicht hatte.

## Handlung
Der Junggeselle Judson Hammond wird zum US-Präsidenten gewählt und zieht ins Weiße Haus ein. Zu Hammonds engen Vertrauten gehören seine Sekretärin und Geliebte Pendola Malloy und der noch sehr junge Secretary to the President Hartley Beekman (in der Position vergleichbar mit dem heutigen Stabschef des Weißen Hauses). Ein weiterer Einflussgeber ist der mächtige Parteistratege und zukünftige Außenminister Jasper Brooks. Die Vereinigten Staaten befinden sich in einer wirtschaftlichen und gesellschaftlichen Krise (analag zur damaligen Great Depression), und die Hoffnungen der Bevölkerung ruhen auf dem neuen Präsidenten.
Präsident Hammond hält patriotische und blumige Reden mit vielen Versprechungen, liefert aber keine Lösungen für die Probleme der Bevölkerung. Stattdessen wachsen Korruption und Kriminalität. Als Pendola ihn kritisiert, dass er als Präsident doch eigentlich bedeutende Dinge für das Volk schaffen solle, beschwichtigt er diese, dass er nur Parteipolitiker sei und die Pläne der Partei vorgehen sollten. Unterdessen bildet sich aus dem Volk die schnell wachsende Bewegung Army of the Unemployed aus, die gegen die bestehenden Zustände protestiert. Diese „Armee“ von Hunderttausenden Menschen unternimmt einen Marsch auf die Hauptstadt Washington und wird von Hammond als kriminell gebrandmarkt.
Da wird Hammond bei einem Autounfall schwer verletzt und fällt mit einer Gehirnerschütterung ins Koma. Seine Ärzte geben dem Präsidenten nur wenig Überlebenschancen, doch dieser erwacht wider Erwarten und erholt sich bemerkenswert schnell von seinen Verletzungen. Der Film deutet als Ursache der unerwarteten Genesung mit einem sich bewegenden Fenstervorhang an Hammonds Krankenbett eine Art (himmlisches) Wunder an. Hammond weist seinen Leibarzt Eastman an, einige Tage nichts von seiner Genesung zu verraten, und nutzt diese Zeit für intensives Nachdenken.
Nach zwei Wochen kehrt Hammond mit grundlegend verändertem Charakter in das Amt zurück. Er stellt sich nun den kritischen Fragen von Reportern und antwortet nicht mehr mit Phrasen. Zugleich widmet er sich ausschließlich der Politik und beendet seine Liebesbeziehung mit Pendola. Auch seine Positionen haben sich geändert: Statt ihn zu bekämpfen, möchte er mit John Bronson, dem Anführer der Army of the Unemployed, ins Gespräch kommen. Gegenüber seinem zweifelnden Kabinett führt Hammond aus, dass Bronson mit seinen Positionen richtig liege. Als sich Außenminister Brooks als Vertreter der traditionellen Parteilinie gegen Hammonds neue, unkonventionelle Positionen erhebt, entlässt ihn der Präsident kurzerhand.
Der einflussreiche New Yorker Mobster und Unterwelt-Anführer Nick Diamond verfolgt die Idee, den Marsch der Army of the Unemployed in seine Stadt zu leiten, weil die Polizei dann wegen der vielen Proteste von Diamonds kriminellen Geschäften abgelenkt wäre. Als John Bronson die Bestechungsversuche von Diamond tapfer ablehnt, wird er von Diamonds Handlangern erschossen. Die Situation eskaliert weiter und Hammonds Kriegsminister plant, Militär gegen die Army of the Unemployed einzusetzten. Hammond lehnt das ab und besucht stattdessen die Demonstranten; er kündigt dabei eine staatliche Army of Construction an, die Tausende von Menschen in Arbeit bringen und neue Straßen und Gebäude bauen werde. Pendie glaubt, dass der wie ausgewechselt wirkende Präsident bei seinem Nahtod durch den Erzengel Gabriel inspiriert und verändert worden sei.
Als Hammonds Kabinett gegen ihn Intrigen schmiedet, entlässt er dieses vollständig. Daraufhin möchten ihn seine eigenen Parteikollegen absetzen und planen ein Amtsenthebungsverfahren im Kongress. Unerwartet betritt Hammond selbst den Kongress und kündigt eine Notstandsverfassung an, die ihm weitreichende Machtbefugnisse gibt. Es müsse schnell gehandelt werden, um die Nöte der Menschen zu bekämpfen. Der Mehrheitsführer kritisiert, Hammond errichte damit eine Diktatur. Hammond antwortet mit einem Zitat von Thomas Jefferson, eine Demokratie sei „a government for the greatest good of the greatest number“, auf diesem Spruch basiere sein Handeln und sei daher in Jeffersons Sinne eine Demokratie. Schließlich setzt Hammond ein Ausnahmezustandsgesetz ein, welches ihm erlaubt, den Kongress zu ignorieren und so in die Bedeutungslosigkeit zu führen. 
In der ersten Amtshandlung als Diktator hebt er die Prohibition auf und droht den Gangstern, welche durch den Alkoholschmuggel in Zeiten des Alkoholverbotes profitiert hatten. Nick Diamonds Leute verüben als Racheaktion einen Anschlag auf einen staatlichen Alkoholwarenhandel und unternehmen schließlich ein Attentat auf Präsident Hammond. Der überlebt, aber Pendola wird dabei schwer verletzt. Schockiert befiehlt der Präsident seinem Sekretär Beekman, der sich inzwischen in Pendola verliebt hat, die staatsfeindlichen Gangster in einer Geheimaktion aus dem Weg zu räumen. Die Gangster werden mit Panzern angegriffen, dabei werden viele von ihnen getötet. Die Übrigen – darunter Diamond – werden nach einer kurzen Verhandlung vor einem Militärtribunal für schuldig erklärt und hingerichtet.
Judson Hammond, der mittlerweile im Inland als einer der größten Präsidenten aller Zeiten gefeiert wird, kümmert sich anschließend um die weltweiten Probleme: Auf seiner Yacht ruft er Vertreter aller Länder zusammen und fordert, dass die vorrangig europäischen Länder ihre Schulden bei den Amerikanern begleichen, anstatt ihr Geld in die Aufrüstung des Militärs zu stecken. Um zu zeigen, dass er erst meint, präsentiert Hammond die neue amerikanische Fliegerstaffel, die zwei ausrangierte amerikanische Militärschiffe vor den Augen der Politiker vernichtet. Schließlich unterschreiben alle Länderführer ein Friedensabkommen, in welchem sie sich verpflichten, keine anderen Länder anzugreifen und ihre Schulden zurückzuzahlen. Als letzter unterschreibt Hammond schließlich das Friedensabkommen selbst, dann bricht er erschöpft zusammen und stirbt. Seine Mission ist beendet.

## Hintergrund

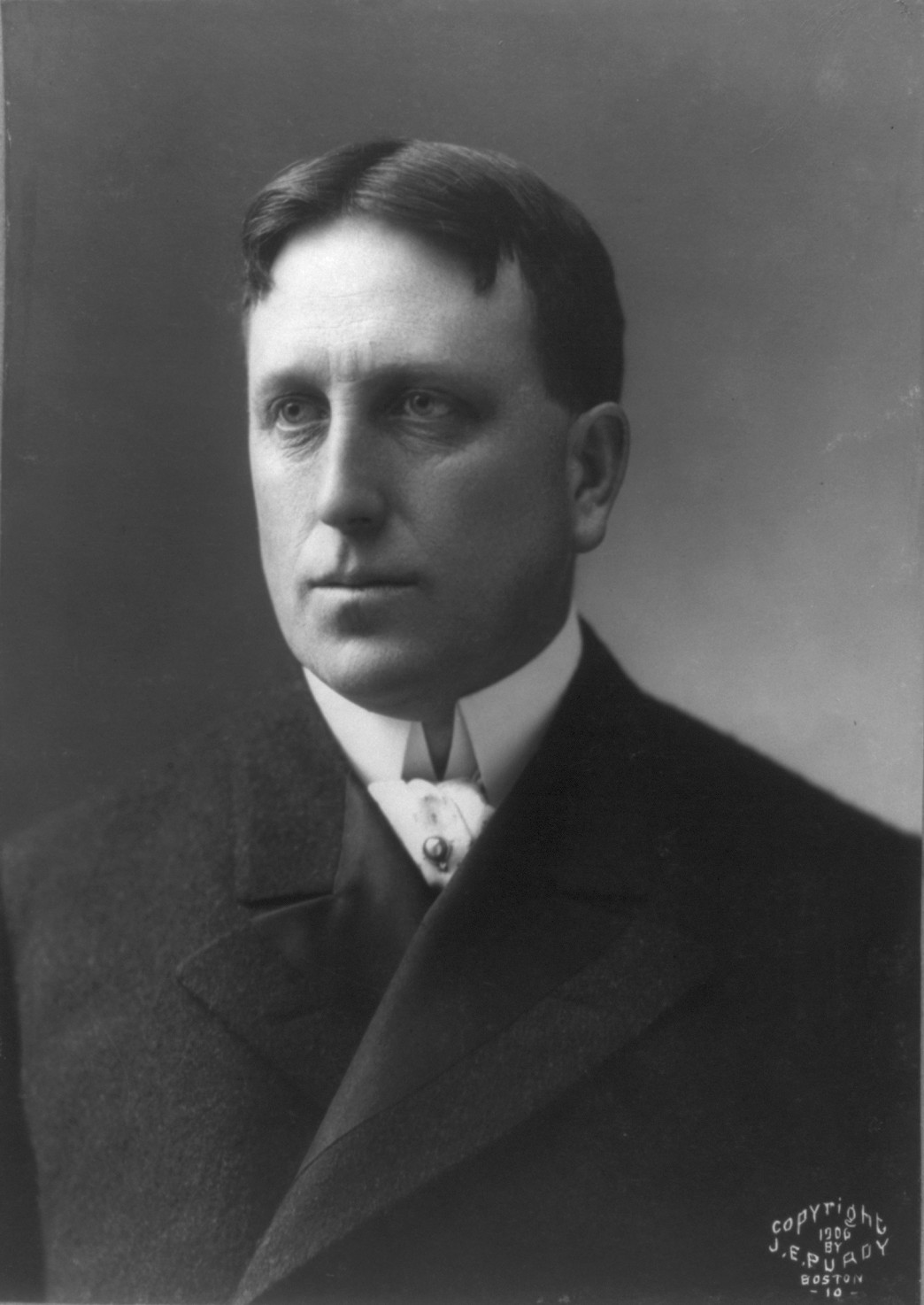
William Randolph Hearst (1906)

Der Film wird seit seiner Veröffentlichung kontrovers diskutiert: Er plädiert für eine totalitäre Herrschaftsform unter bestimmten Umständen, wobei sich Parallelen zum Faschismus etwa im Führerprinzip Hammonds zeigen. Die Sympathie des Filmes mit der Army of the Unemployed trägt auch sozialistische Züge. Es gibt klar erkennbare Anknüpfungen an reale Ereignisse, z. B. der Marsch der Army of the Unemployed nach Washington mit Mussolinis Marsch auf Rom von 1922, aber vor allem mit der damals in den Vereinifgten Staaten sehr präsenten Demonstrantengruppe Bonus Army. Die Ausschaltung des Kongresses kann nur rückblickend mit Hitlers Ermächtigungsgesetz vom 24. März 1933 in Verbindung gebracht werden da der Film bereits am 31. März Premiere hatte. Eine göttliche Inspiration durch einen Erzengel kann mit der Rolle der Vorsehung im Nationalsozialismus verglichen werden. Eine Wunderheilung des realen Franklin D. Roosevelt, der seit einer Erkrankung 1921 stark gehbehindert war und praktisch nur im Sitzen öffentlich in Erscheinung trat, blieb dagegen aus.
Die maßgeblichen Initiatoren des Filmes waren allerdings, aus heutiger Sicht etwas überraschend, vor allem Liberale und Demokraten. Der Produzent und wichtigste Geldgeber des Filmes war der Medientycoon William Randolph Hearst, ein maßgeblicher Unterstützer des Demokraten Franklin D. Roosevelt, der bei Veröffentlichung des Filmes erst vier Wochen im Amt war; die Amtseinführung war 1933 noch am 4. März, aber die Vorverlegung auf den 20. Januar schon beschlossen. Das erklärte Ziel Hearsts mit Gabriel Over the White House war, einen positiven Tribut an Roosevelt und seine neue Politik herzustellen, andererseits aber auch die republikanischen Gegenspieler mit dem Film anzugreifen. So agiert Präsident Hammond vor dem schweren Unfall in den ersten 20 Minuten des Filmes überwigend parteitaktisch und politisch halbherzig; statt sich um die Probleme des Landes zu kümmern, spielt er mit seinem Neffen oder verbringt Zeit mit seiner als Sekretärin angestellten Geliebten.
Anfang der 1930er-Jahre befand sich Amerika tief in der Great Depression und nicht wenige Strömungen hielten einen gewissen Totalitarismus für notwendig, um aus diesem Tief herauszukommen. Nicht Roosevelt selbst, aber viele seiner Anhänger wollten einen „totalitären New Deal“ und selbst Roosevelts Ehefrau und Journalistin Eleanor Roosevelt schrieb, dass es der Nation an einem „gutherzigen Diktator“ mangeln würde, welcher die Nation durch Reformen führen könne. Nach ihrer Sichtung des Filmes schrieb die First Lady, dass wenn eine Million Arbeitslose auf Washington marschieren würden wie die Army of the Unemployed, sie dasselbe wie Präsident Hammond gemacht hätte.
William Randolph Hearst produzierte den Film mit Hilfe seiner Cosmopolitan Productions, welche ansonsten meist Produktionen mit Hearsts Geliebter Marion Davies verfilmte. Angeblich soll Hearst auch Teile des Drehbuchs geschrieben haben, vor allem die Ansprachen von Präsident Hammond. In der Hauptrolle des Filmes verpflichtete man Charakterdarsteller Walter Huston, welcher bereits drei Jahre zuvor Präsident Abraham Lincoln erfolgreich in einer Filmbiografie von David Wark Griffith verkörpert hatte. Als Vorlage des Filmes diente die Novelle Rinehard des Autors Thomas F. Tweed (1891–1940), der seinen Roman anonym nur kurz zuvor veröffentlicht hatte. Dabei hatte der Engländer Tweed zwar nie in Amerika gelebt, war aber als langjähriger Berater des zeitweiligen britischen Premierministers David Lloyd George mit der Spitzenpolitik vertraut.

Roosevelt vor seiner Amtseinführung am 4. März 1933 (rechts), neben ihm der scheidende Präsident Herbert Hoover (links), welcher im Film durch das Verhalten Hammonds vor seiner Wunderheilung parodiert und kritisiert wird.

Auch Franklin D. Roosevelt selbst soll das Drehbuch schon vorab gelesen und Änderungswünsche vorgeschlagen haben. Schließlich schrieb er: „Ich wollte dir diese Zeile schreiben, um dir zu sagen, wie erfreut ich mit den Änderungen bin, die du in Gabriel Over the White House gemacht hast. Ich denke, dass es ein extrem interessanter Film ist und sehr helfen wird.“ Roosevelt soll den Film mehrmals gesehen und sich begeistert gezeigt haben.
Beim Studio Metro-Goldwyn-Mayer, das den Film in Kooperation mit Hearsts Cosmopolitan produzierte, wurde das Drehbuch intern als „reaktionär und radikal bis zum neunten Grade“ beschrieben. Der MGM-Studioboss Louis B. Mayer erfuhr vom Inhalt des Filmes allerdings erst bei einem Preview. Mayer, ein überzeugter Republikaner, geriet über den Inhalt des Filmes in Wut und wollte diesen „wegsperren“. Jedoch hatten die Dreharbeiten bereits stattgefunden und die Produktionskosten von immerhin über 260.000 US-Dollar (damals eine relativ normale Summe für einen Film, heute etwa 6.290.000 Dollar) mussten wieder eingespielt werden. Deshalb konnte Gabriel Over the White House letztlich doch in den Kinos erscheinen. 
Der Film fällt in die Zeit des Pre-Code, einer Phase in Hollywood Anfang der 1930er-Jahre, wo noch keine greifende Zensur wie der Hays Code existierte und auch umstrittene und skandalöse Themen ihren Weg in den Hollywoodfilm fanden. Die zwar nur dezent angedeutete, aber klar erkennbare uneheliche Affäre des Präsidenten Hammond mit seiner Sekretärin Pendola hätte nach der verstärkten Durchsetzung des Hays Codes 1934 wahrscheinlich nicht den Weg in den Film gefunden. Die Kontrolleure der Motion Picture Association of America um ihren Präsidenten Will H. Hays, ehemals Postminister im republikanischen Kabinett von Warren G. Harding, sahen den Film zwar kritisch, konnten ihn aber nicht aufhalten.

## Rezeption
Gabriel Over the White House entwickelte sich zu einem der größten kommerziellen Erfolge für MGM im Jahr 1933. Die Kritiken zum Film waren bereits bei seiner Veröffentlichung zwiegespalten: So sah etwa der New Republic ein „halbherziges Plädoyer für Faschismus“ und The Nation schrieb, der Film wolle „unschuldige amerikanische Kinozuschauer“ dazu bringen, eine faschistische Diktatur in ihrem Land gutzuheißen. Mordaunt Hall schlug in der New York Times vom 1. April 1933 dagegen freundlichere Töne an: „Es ist eine kuriose, etwas übersinnliche und oftmals melodramatische Geschichte, aber dennoch eine, welche aktuell sehr interessant ist.“
Auch Regisseur La Cava würde laut Hall die meisten Szenen mit der notwendigen „Imagination und Forschheit händeln“. Während Franchot Tone und Karen Morley als Hammonds Mitarbeiter nur mittelmäßige Leistungen abliefern würden, lobte Hall unter den Nebendarstellern Arthur Byron, C. Henry Gordon und David Landau. So umstritten der Film selbst war, wurde Walter Hustons Auftritt als Präsident Hammond einhellig von allen Seiten gelobt, so schrieb Hall unter anderem, er sei „lebhaft und eindringlich“ in seinem Porträt des Präsidenten und würde dessen Stärken und Schwächen überzeugend darstellen.
Heute schließen sich die meisten Rezensenten eher der Meinung von Mordaunt Hall an: Von den insgesamt 17 Kritiken auf Rotten Tomatoes fallen 12 positiv aus, womit der Film eine gute Wertung von 75 % besitzt. Die meisten heutigen Kritiker befinden Gabriel Over the White House zwar für recht seltsam und teilweise bizarr, aber dennoch als äußerst interessant und einzigartig.
Der deutsche Film-Kurier schrieb 1934 über den Film: „Die schönste ethische Botschaft, die ein Filmkunstwerk des Auslandes ins neue Deutschland bringen konnte! (…) Nun bezeugt es Deutschland, gereift und emporgehoben zu sein zur völkischen Erneuerung, die der Film symbolhaft seinem Volke zeigt.“ MGM bewarb ihn besonders in Deutschland, da man sich der Ähnlichkeit der sozialen Probleme bewusst war.